# Phyllomys medius
Phyllomys medius és una espècie de mamífer rosegador de la família de les rates espinoses. És endèmica del sud-est del Brasil, on la seva distribució s'estén des de Minas Gerais i Rio de Janeiro fins a Rio Grande do Sul. Els seus hàbitats naturals són els boscos perennifolis de frondoses i els boscos d'araucàries. Està amenaçada per la fragmentació del seu entorn natural.